# Zakatoshia hirschiopori
Zakatoshia hirschiopori är en svampart som beskrevs av B. Sutton 1973. Zakatoshia hirschiopori ingår i släktet Zakatoshia, divisionen sporsäcksvampar och riket svampar.   Inga underarter finns listade i Catalogue of Life.